# Teorema degli angoli opposti al vertice
Il teorema degli angoli opposti al vertice è un teorema che afferma:
In pratica afferma che date due rette intersecanti, i quattro angoli formantisi sono sempre congruenti a due a due, quando opposti al vertice.
Il caso estremo è quello di due rette perpendicolari, che invece formano 4 angoli di 90° gradi, dove, invece, tutti e 4 gli angoli sono congruenti